# Alcínoo

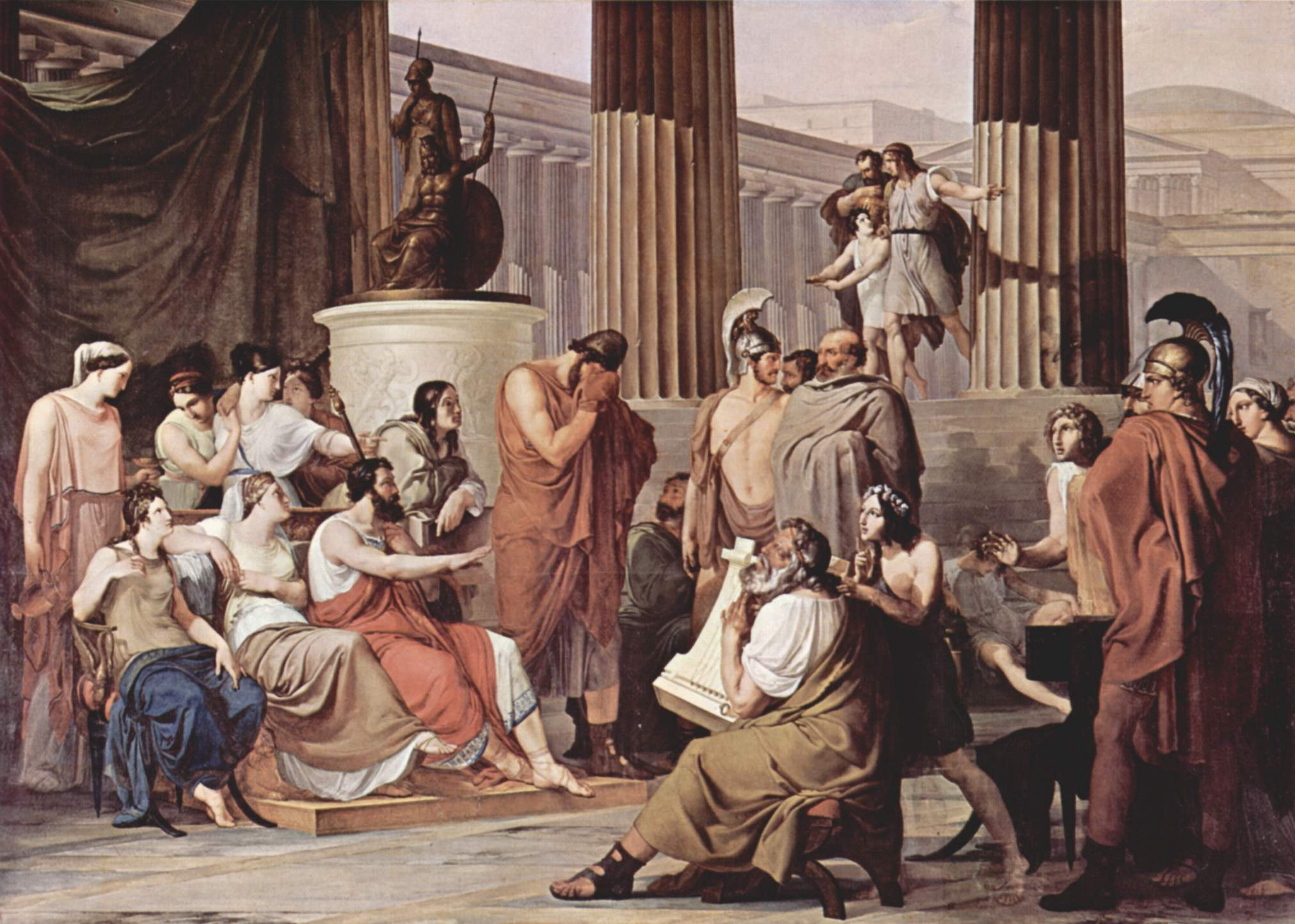
Ulises en la corte de Alcínoo (1814–1815), por Francesco Hayez (1791–1882).

En la mitología griega, Alcínoo (en griego antiguo: Ἀλκίνοος, Alkínoos, ‘mente poderosa’) es rey de los feacios en la isla de Esqueria.
Fue hijo de Nausítoo y hermano de Rexénor. Tras la muerte de este hermano a manos del dios Apolo, se casó con su hija Arete, que era por tanto su sobrina, con quien fue padre de una niña, Nausícaa, y de cinco varones, entre ellos Laodamante y Halio.
En algunas fuentes el padre de Alcínoo era Féax, hijo de Poseidón, y de Córcira, hija de Asopo. Hesíodo dice que Alcínoo y Arete eran hermano y hermana y que se casaron entre sí.

## En la leyenda de los argonautas
En el mito de los argonautas, Alcínoo es rey en Corcira (Corfú). Acogió en su palacio al argonauta Jasón y a Medea, en su huida de Cólquida tras robar el vellocino de oro. A su llegada, Alcínoo pidió que Medea fuera devuelta a sus padres si aún era virgen. Jasón y Medea consumaron entonces rápidamente su matrimonio, oficiado por Arete.

## En la Odisea
En la Odisea Alcínoo es uno de los reyes de los feacios de la isla de Esqueria (que no está identificada con Corfú), junto a otros doce reyes. Su papel en la Odisea es importante por haber acogido a Odiseo naúfrago, y haberle ayudado a llegar a las costas de la isla de Ítaca. Los principales momentos en que es mencionado Alcínoo en la Odisea son:
- Accede a la petición de su hija Nausícaa, que le pide un carro par ir al río a lavar ropa (canto VI, versos 56-71).
- La diosa Atenea refiere a Odiseo la genealogía de Alcínoo (VII, 48-77).
- Descripción del palacio de Alcínoo y del jardín que lo circunda (VII, 84-132).
- Súplica de Odiseo ante Alcínoo y Arete, que lo sientan a su lado (VII, 139-181).
- Cuenta Odiseo su viaje desde la isla de la ninfa Calipso al país de los feacios (VII, 240-297).
- Alcínoo censura a su hija Nausícaa por no haber conducido ella misma a Odiseo al palacio (VII, 298-301), y desea que ella se case con él (VII, 307-333).
- Al día siguiente, en un banquete, el aedo Demódoco canta hechos de la guerra de Troya que entristecen a Odiseo y Alcínoo se sorprende (VIII, 62-96).
- Más adelante, Odiseo llora mientras el aedo canta el episodio del caballo de madera y Alcínoo lo nota (VIII, 521-536).
- Alcínoo logra con gran tacto que Odiseo confiese quién es, y que cuente el relato de sus aventuras desde Troya (cantos IX y X completos; XI, 1-332 y 377-640; XII completo).
- Alcínoo ruega a los feacios principales que hagan regalos a Odiseo, le proporciona una nave para su viaje a Ítaca y le despide con un banquete (XIII, 1-65).
- Cuando la nave regresa, Poseidón la convierte en una roca, y Alcínoo ofrece al dios un sacrificio expiatorio (XIII, 172-183).

A pesar de las amenazas de Poseidón —enfadado con Odiseo por haber cegado a su hijo, el cíclope Polifemo—, Alcínoo había ayudado a Odiseo a culminar su viaje, proporcionándole un barco. Poseidón se queja a Zeus quien le sugiere castigar a los feacios transformando ante su vista el barco que vuelve de Ítaca en un peñasco de mármol que bloquee el puerto de Feacia.
Alcínoo fue objeto de un culto heroico en la ciudad de Córcira (uno de los dos puertos de la ciudad lleva su nombre).